# Malthoichthyurus rufotestaceus
Malthoichthyurus rufotestaceus is een keversoort uit de familie soldaatjes (Cantharidae). De wetenschappelijke naam van de soort werd in 1914 gepubliceerd door Maurice Pic.